# Pieridopsis infuscata
Pieridopsis infuscata är en fjärilsart som beskrevs av James John Joicey och Talbot 1921. Pieridopsis infuscata ingår i släktet Pieridopsis och familjen praktfjärilar. Inga underarter finns listade i Catalogue of Life.